# 時間犯罪
時間犯罪（じかんはんざい）とは、タイムトラベル技術を悪用することにより、異なる時代にまたがって惹き起こされる架空の犯罪である。「時空犯罪」ともよばれる。
交通機関や通信技術が発達した現代では、地理的広がりをもって引き起こされる広域犯罪が多発している。時間犯罪も、時間的広がりをもって発生する一種の広域犯罪であり、タイムトラベル技術の出現と発達によって発生すると考えられることから、SF作品の題材としてしばしば登場する。

## 類型
異なる時代への逃亡
犯罪者がタイムトラベルを利用して異なる時代に逃亡を図る。犯罪者が異なる時代に逃亡すると「現代の世界」からは完全に消滅してしまうこと、さらには逃亡先の時代における法制度の違いによって、追跡が困難となる。
歴史への干渉
現在の世界を自らが望むものに変えるために、現在の世界の形成につながる歴史上の出来事の発生を妨害する。妨害の手段としては、過去の時代に行き該当する出来事の発生に貢献・関与する人物を殺害することなどがある。
また、歴史上の事件や事故・災害などが原因で死亡・負傷・損壊するはずの存在にこの先起こりうる出来事の内容を暴露・示唆する事でその事象への遭遇を回避させる行為、或いは事件や事故の発生自体を未然に阻止する行為も、例え一個人または不特定多数に対する人道上の救命行為であっても、広義の意味では歴史への干渉に当たるため作品世界によっては捜査当局側から（「正史」に戻す為に当局自らの手で「救われた人物」を殺害する事も含めた）厳しい追及を受ける場合がある。
未来技術の悪用
未来の進化したテクノロジーを悪用することにより、過去の時代または現代において殺人・窃盗・詐欺などの犯罪を犯す。
不正な利益の収受
「未来技術の悪用」と重複する部分もあるが、未来の世界における株式や土地・美術品などの資産の時価変動と結果をあらかじめ知った上で投資する。または競馬・競輪といった未来でのギャンブルの結果をあらかじめ知った上で賭博行為をすることにより、不正な利益を得る。
他には未来の商品を過去の時代で頒布・販売するといったパターンもある。

## 監視
時間犯罪の監視・捜査にあたっては、時空警察と呼ばれる犯罪捜査機関が組織され、その任に当たることが多い。監視・捜査の手法としては、タイムマシンを使用したタイムパトロールの他に、過去への干渉によって生じるタイムパラドックスを検出することにより、時間犯罪の発生を察知する例もある。
ただ、時間犯罪に関する法規が作られる前にタイムトラベル能力を得て時間犯罪を行った者の場合、その罪を問うと法の不遡及に反するのではないかという問題もある（がぁさん『たいむSkipラン♪』にて言及されている）。

## 時間犯罪を扱った作品

### 映画
- 『バンデットQ』
- 『バック・トゥ・ザ・フューチャー PART2』
- 『ゴジラvsキングギドラ』
- 『タイムコップ』

### テレビドラマ
- 『仮面ライダー電王』
- 『木曜の怪談』内「タイムキーパーズ」
- 『時空警察ヴェッカーシリーズ』
- 『未来戦隊タイムレンジャー』

### 漫画・アニメ・ゲーム
- 『イナズマイレブンGO クロノ・ストーン』
- 『クロノアイズ』
- 『クロノ・クロス』
- 『クロノ・トリガー』
- 『時空探偵ゲンシクン』
- 『タイムパトロール隊オタスケマン』
- 『T・Pぼん』
- 『東方見文録』
- 『時の故郷』
- 『ドラえもん』- 特に「のび太の恐竜」・「のび太の日本誕生」。
- 『ドラゴンクエストVII』
- 『美少女戦士セーラームーン』 - 第2部「ブラック・ムーン編」。
- 『ファイナルファンタジーXIII-2』
- 『コンクリート・レボルティオ〜超人幻想〜』